# Małogoszcz
Małogoszcz è un comune urbano-rurale polacco del distretto di Jędrzejów, nel voivodato della Santacroce.
Ricopre una superficie di 145,37 km² e nel 2004 contava 11 776 abitanti.